# Viúva, porém honesta
Viúva, porém honesta  es una obra de teatro de Nelson Rodrigues, dramaturgo y periodista brasileño. Se estrenó el 13 de septiembre de 1957 en el teatro São Jorge de Río de Janeiro, dirigida por Willy Keller.
La obra se adhiere al género de la farsa, no le preocupa demasiado el realismo y los personajes llegan a hacer comentarios técnicos, para recordarle siempre al espectador que está viendo una «mentira». El autor propone una nueva manera de jugar con el tempo, con una obra repleta de vueltas al pasado.

## Sinopsis
D. J.B. de Alburquerque Guimarães, director del periódico A Marreta, unos de los más influyentes del país, no logra convencer a su única hija, Ivonete, para que deje de velar a su marido muerto, Dorothy Dalton, y vuelva a tener una vida normal, ya que tiene 15 años y puede casarse de nuevo y darle nietos. Debido a las reticencias de esta, J.B. contrata a una exprostituta, un psicoanalista y un otorrinolaringólogo (todos charlatanes) para disuadirla y hacer que se vuelva a casar. 
El marido fallecido de Ivonete es un exfugitivo de la FEBEM (Fundación para el Bienestar del Menor) y un homosexual llamado Dorothy Dalton que a esta le cayó en gracia cuando J.B. le obligó a escoger un marido en la redacción del periódico para justificar un embarazo no deseado, detectado por el médico de familia, el Dr. Lambreta, viejo senil y loco (más tarde se descubre que el embarazo era falso, fruto de la mente insana del médico).
Como Dorothy Dalton murió atropellado por un carrito de helados Chicabom y ninguno de los «expertos» encontró una solución para el caso, se decidió resucitar al muerto para que Ivonete dejara de ser viuda. El trabajo lo realiza el diablo da Fonseca quien, a través de una sesión espiritista revive al difunto Dorothy liberando así a la chica de la indeseada viudedad. Como premio, el demonio se casa con Ivonete.